# Ta-Dah
Ta-Dah é o segundo álbum de estúdio pela Banda Scissor Sisters , lançado em 15 de setembro de 2006. Foi produzido pela banda e inclui colaborações com Elton John , Carlos Alomar , e Paul Williams . Vendeu 42.000 cópias em sua primeira semana. E recebeu boas críticas como "O Retorno da Banda".

## Lançamento
O primeiro single do álbum "I Don't Feel Like Dancin" fez um grande sucesso tento como sucessor Land of a Thousand Words que chegou ao número #19 no Reino Unido. "She's My Man" fez um sucesso maior ainda debutando em #29. Ao todo o álbum teve 4 singles sendo "I Can't Decide" promocional que ficou em #64.

## Lista de músicas
1. "I Don't Feel Like Dancin'" (Hoffman/Sellards/John) – 4:48
2. "She's My Man" (Hoffman/Sellards) – 5:31
3. "I Can't Decide" (Hoffman/Sellards) – 2:46
4. "Lights" (Hoffman/Sellards/Alomar) – 3:35
5. "Land of a Thousand Words" (Hoffman/Sellards) – 3:50
6. "Intermission" (Hoffman/Sellards/John) – 2:37
7. "Kiss You Off" (Hoffman/Sellards/Lynch) – 5:02
8. "Ooh" (Hoffman/Sellards/Gruen) – 3:29
9. "Paul McCartney" (Hoffman/Sellards/Gruen/Alomar) – 3:44
10. "The Other Side" (Hoffman/Sellards/Garden) – 4:22
11. "Might Tell You Tonight" (Hoffman/Sellards) – 3:20
12. "Everybody Wants the Same Thing" (Hoffman/Sellards/Seacor/Leschen/Lynch) – 4:22*
13. "Transistor" (Hoffman/Sellards) – 4:51 (UK/iTunes bonus track)
14. "Ambition" (Hoffman/Sellards) – 4:42 (Japan bonus track)

### Edição Bônus
1. "Hair Baby" (Hoffman/Sellards/Gruen/Alomar) – 4:06
2. "Contact High (Demo)" (Hoffman/Sellards/Lynch) – 3:37
3. "Almost Sorry" (Hoffman/Sellards/Williams) – 3:15
4. "Transistor" (Hoffman/Sellards) – 4:51
5. "Making Ladies" (Hoffman/Sellards) – 4:39
6. "I Don't Feel Like Dancin' (Paper Faces Remix)" (Hoffman/Sellards/John) – 6:34